# Vestarca
Vestarca, en grec medieval βεστάρχης (vestarkhis), va ser un càrrec important i una dignitat honorífica de l'Imperi Romà d'Orient des de finals del segle x fins a principis del xii.

## Història
El terme vestarca significa "cap dels vestes", una altra categoria d'alta dignitat àulica. Etimològicament, aquests termes estan lligats a Vestiarion (el guardarroba imperial), però malgrat els intents més antics de vincular els vestes i els vestarques a les funcions de la cura del vestiarion, no sembla que hi hagi cap relació.
El vestarca es menciona per primera vegada al Taktikon de l'Escorial, una llista de dignitats i títols de la cort, on s'explica també la seva precedència, un text recopilat a la dècada del 970. Originàriament, el títol estava reservat als eunucs importants de la cort imperial, però també es va aplicar als principals oficials militars des de mitjans del segle xi. Entre els seus titulars hi havia els generals Miquel Burtzes, Nicèfor Melissè i segurament els futurs emperadors Nicèfor III i Romà IV Diògenes, i també altres importants oficials judicials de Constantinoble. Dins de la jerarquia del palau, el títol de vestarca se situa entre el títol de magistros i el de vestes, però va perdre la seva importància amb la inflació de títols durant les darreres dècades del segle xi. Al tombant del segle, el nou títol de protovestarches (πρωτοβεστάρχης, 'primer vestarca') es dona com a recompensa a jutges i notaris. Els dos títols encara existien a principis del segle xii, però van desaparèixer completament molt poc després.